# Thor Freudenthal
Pour les articles homonymes, voir Freudenthal.
Thor Freudenthal, né le 20 octobre 1972 à Berlin-Ouest (RF d’Allemagne), est un réalisateur allemand.

## Filmographie

### Comme réalisateur
- 2006 : Zéro deux
- 2009 : Palace pour chiens
- 2010 : Journal d'un dégonflé
- 2013 : Percy Jackson : La Mer des monstres
- 2021 : La Brea (série TV)
- 2025 : The Bondsman (mini-série TV)

Il a également réalisé l'épisode 11, saison 1 de la série DC's Legends of Tomorrow' l'épisode 1, saison 1 de la série Aim High et l'épisode 1 et 2 de la saison 1 de  Carnival Row 